# Stora Andsjöberget
Stora Andsjöberget är ett naturreservat i Lindesbergs kommun i Örebro län.
Området är naturskyddat sedan 2017 och är 41 hektar stort. Reservatet består i öster av lövrika sumpskogspartier med granskogar på frisk mark  och med tallbestånd på hällmark och sand. I väster finns blöt gammal barrnaturskog.